# Ermita de Santiago de Lóquiz
La ermita de Santiago de Lóquiz/Lokiz se encuentra en la Sierra de Lóquiz cerca de Ganuza, Navarra, España.
Pertenece a los 25 pueblos del facero de Lóquiz/Lokiz (Larraona, Aranarache, Eulate, Ecala, San Martín de Améscoa, Zudaire, Baríndano, Baquedano, Gollano, Artaza; Galdeano, Muneta, Aramendía; Ganuza, Ollobarren, Ollogoyen, Metauten; Murieta; Mendilibarri, Ancín; Viloria, Ulibarri, Narcué, Gastiáin y Galbarra).

## Arquitectura
De estilo gótico (siglo XIII), fue construida en sillarejo.
Presenta nave rectangular de cuatro tramos que se cubre con crucería cuatripartita, salvo el tramo de los pies, que lo hace con cañón apuntado. Las ampliaciones llevadas a cabo desde el siglo XVI han transformado profundamente el primitivo templo gótico.
El retablo neoclásico alberga una escultura del titular, labrada en mármol, de 1946.
La ermita tiene anexa la casa para el ermitaño y un pequeño recinto cubierto dotado de fogón y bancos.

## Historia
En sus orígenes estaba dedicada a San Cucufato, hasta que en 1630 paso a tener la actual advocación de Santiago.
Ha sido durante siglos el lugar de reunión de la Junta de Santiago de Lóquiz, encargada del gobierno de la sierra.

## Excursionismo
La forma más sencilla de llegar a la ermita es desde los pueblos de Ganuza, Ollobarren y Ollogoyen.